# Black:Guayaba
Black:Guayaba es una banda de rock en español puertorriqueña fundada en el año 2000. Hasta el momento ha lanzado cuatro álbumes y ganado un Grammy.

## Historia

### Origen
A mediados del 1998 cinco jóvenes se conocen en la escuela superior por un amigo mutuo y empiezan a compartir ideas musicales, es ahí donde surge el proyecto de crear una banda de rock, lo cual hicieron realidad en el 2000 donde se dan a conocer en pequeños locales de San Juan.
Sus primeros años lo pasaron realizando covers de las canciones más famosas de los '90 a medida que desarrollaban un estilo único e innovador, hasta que decidieron retirarse de las versiones y en el 2003 inician con sus temas propios con la preproducción de Lo Demás es Plástico.

### Primer Álbum: Lo Demás es Plástico
Al decidir retirarse de las versiones, Black:Guayaba, decide lanzar un disco propio que comenzó con su preproducción en el 2003 y su grabación en el 2004, por el estudio de Rockpit Studio, San Juan. Un año después, en el 2005 el disco es mezclado y masterizado por Bob St. John en Miramar, Florida. El 15 de agosto se lanza independiente el disco Lo Demás es Plástico.
El primer corte promocional Lejos se coloca rápidamente en las primeras posiciones radiales de Puerto Rico y la banda firma con el sello disquero OLE Music, ya para 2006 el segundo corte promocional Despacio alcanza prestigiosas posiciones en el ranking radial de Puerto Rico. Ya para el 25 de marzo de ese mismo año, la agrupación realiza su primer concierto masivo en el Centro de Bellas Artes Luis A. Ferre en Santurce, Puerto Rico. Tiempo después Atrapado llega a las 5 primeras posiciones de las más sonadas en Puerto Rico. La agrupación recibe una nominación a la séptima entrega anual del Grammy Latino en la categoría de Mejor Álbum Rock por Dúo o Grupo. En el 2007 reciben nominaciones en los Grammy's en la categoría de Mejor Álbum Alternativo o Rock Latino junto a Maná, Calle 13, Tego Calderón y Los Amigos Invisibles. Más tarde, en el 2007, la disquera Machete Music vuelve a lanzar el disco con el nombre de: Lo Demás es Plástico 2.0.

### Segundo Álbum: No Hay Espacio
Tras más de 170 funciones en el 2006, inician con la preproducción de No Hay Espacio como su segundo Álbum. En el 2007, tiempo antes de empezar la grabación de su segundo álbum la agrupación cambia de disquera a Machete Music, convirtiéndose en la primera banda de Rock que firma la compañía disquera, entonces comienza la grabación, la cual se realiza su segunda parte en los estudios de PhantomVox de Draco Rosa en Los Ángeles, California, con el ingeniero Seth Atkins Horan.
El disco fue mezclado nuevamente por Bob St. John en Miramar, Florida y masterizado por Ted Jensen en Sterling Sound, Nueva York. La agrupación viaja a Las Vegas para la realización del video de Ayer, el primer corte promocional del disco; dicho video fue realizado por Elastic People y dirigido por Carlos Pérez. No Hay Espacio se lanza simultáneamente en Estados Unidos y Puerto Rico el 18 de septiembre de 2007. La agrupación recibe otra nominación, en los 50th Annual Grammy Awards, siendo nominado No Hay Espacio en la categoría de Best Latin Rock or Alternative Album junto a Jarabe de Palo, Panda, Los Rabanes y Zoé. En el 2008 recibe tres nominaciones a los premios Billboard. El álbum "No Hay Espacio" gana un Grammy en la nominación Mejor Álbum de Rock Latino/Alternativo

### Tercer Álbum: La Conexión
Después de casi 5 años sin lanzar material nuevo y apenas presentándose en vivo, el grupo - ahora con su propio sello RockPit Music - decide lanzar al mercado su tercera producción discográfica inédita. El nuevo disco, La Conexión, es lanzado el 9 de abril de 2012, pudiendo ser adquirido en el sitio oficial www.blackguayaba.com, iTunes, Amazon.com y otras fuentes virtuales. En esta producción, decidieron crear música en conjunto con otros compositores latinos de éxito, como Tommy Torres, Amaury Gutiérrez y Jorge Villamizar (Bacilos) al igual que con dos productores fuera de la banda, Andrés Saavedra y George Noriega. Este nuevo proceso les ayudó a salirse fuera del "comfort zone" y explorar nuevas fórmulas para los temas. Dos canciones del disco tienen invitados especiales: Contigo Sí es un dueto con Beatriz Luengo, mientras que Siempre es un dueto con Jarabedepalo. En marzo Black:Guayaba lanza el primer sencillo del disco, titulado Tú Lo Sabes Bien, junto a su video musical oficial bajo la dirección de Pablo Croce que fantásticamente logra la posición #13 en Latin Pop Songs de Billboard, una hazaña inédita para artistas independientes.
Durante la grabación del disco "La Conexión" Black Guayaba contribuyó con una canción inédita para el nuevo disco de Ednita Nazario, Desnuda. La canción, llamada Sin Pensar, fue compuesta y grabada como un dúo entre los miembros de Black:Guayaba y Ednita Nazario. Ya que ambos artistas grababan sus propios álbumes al mismo tiempo y en el mismo estudio (Cutting Cane - Davie, FL) los miembros de BG también fungieron como músicos en el álbum "Desnuda" de Ednita en varios temas.
La Conexión [Edición Especial]
En 2013 Black Guayaba firma contrato con la disquera VeneMusic y relanzan el disco "La Conexión", ahora en una edición especial, con algunos éxitos anteriores regrabados, como "Ayer" y "Lejos". Son nominados al Grammy Latino 2014 de Mejor Álbum Pop/Rock por La Conexión - Edición Especial.
Hoy
En el 2015 la banda lanza a través de  iTunes ,  Spotify  y otras tiendas virtuales, un sencillo llamado "Hoy". El sencillo fue lanzado en dos versiones, eléctrica y acústica, junto con un video musical oficial.
Esta Navidad
A finales del 2015, lanzaron un nuevo sencillo titulado "Esta Navidad" junto con su video musical oficial. Parte de las ventas del sencillo fueron donadas a American Cancer Society. La canción también apareció en el comercial local de Navidad de Coca-Cola de ese año. Dos años después en el 2017 se regrabó el tema en formato acústico a piano y voz con la letra levemente alterada para ajustar "alumbradas" por "adornadas" por la falta de luz en muchos hogares de la isla meses después del paso del Huracán María. 
Tocando Latidos
En el verano de 2018, la banda regrabó una versión alterna de la canción "Robar tu Corazón" llamada "Tocando Latidos" en asociación con Welch's Puerto Rico para el "Centro Cardiovascular de Puerto Rico y el Caribe". El 100% del dinero recaudado fue donado al centro.

### Cuarto Álbum: Invencible
En mayo de 2017, Black:Guayaba lanza su cuarto álbum de estudio titulado Invencible. Dos sencillos, "Pronto Llegarás" (otra colaboración con el cantante y compositor Tommy Torres) y "Tarde o Temprano" fueron lanzados con sus videos musicales a fines del 2016 recibiendo una tremenda acogida y éxito antes del lanzamiento del álbum. La banda estuvo de gira por Puerto Rico durante el 2016 y principios de 2017. "Dulce Obscenidad" coescrita con Pedro Capó fue el tercer sencillo de Invencible. La canción Invencible se convirtió en el cuarto sencillo del álbum con el mismo nombre y apareció en un comercial de Dodge PR junto a al boricua y campeón de MLB Carlos Correa.

## Formación

### Integrantes
- Gustavo González: Voz, Guitarra
- Carlos "Toro" Ortiz: Bajo, Coros
- Javier Morales: Guitarra, Coros
- Carlos Colón: Teclados, Coros
- Abey Vázquez: Batería

## Discografía

### Álbumes de estudio
- Lo Demás es Plástico (2005)
- No Hay Espacio (2007)
- La Conexión (2012)
- Invencible (2017)
- La Fábrica de Sueños (2024)
- Black Guayaba (2025)

### En Vivo, Recopilatorios y Reediciones
- Lo Demás es Plástico Vol. 2 (2007)
- iTunes Live from SoHo (2008)
- La Conexión - Edición Especial (2013)

### Sencillos
- Hoy (25/julio/2015)
- Esta Navidad (3/noviembre/2015)
- Esta Navidad - Acústica (30/noviembre/2017)
- Nunca Vamos a Parar (4/junio/2018)
- Tocando Latidos (16/agosto/2018)

## Premiaciones

### Ganadores
Grammy's 2007
- Mejor Álbum de Rock o Alternativo

Premios ASCAP 2008
- Vanguard Award
- Mejor Canción Rock/Pop (Ayer)

### Nominaciones
Grammy's Latinos 2006:
- Mejor Álbum de Rock por Dúo o Group: Nominado
- Mejor Álbum de Rock o Alternativo: Nominado

Billboard 2008
- (Álbum de Pop Latino) Nuevo Artista
- Rock Latino/Alternativo Álbum del año
- (Canción Latina del año) Nuevo Artista

Grammy's Latinos 2008:
- Mejor Canción Rock: Nominado (J.Morales - Ayer)

Grammy's Latinos 2014:
- Mejor álbum rock/pop: La Conexión Edición Especial (nominado)[6]